# Hendrik Chabot
Hendrikus "Henk" Chabot (Sprang, 2 augustus 1894 – Rotterdam, 2 mei 1949) was een Nederlandse kunstschilder en beeldhouwer.

## Leven en werk
Chabot was een zoon van Willem Chabot en Johanna Aantje van den Hoven. Hij verhuisde als kind in 1906 met zijn ouders naar Rotterdam. Hij volgde de avondcursus aan de Rotterdamse Academie en kreeg lessen van onder anderen Antoon Derkzen van Angeren (etsen). Vanaf 1915 werkte hij als restaurateur, zoals de beoefenaar van het vak van restaureren van kunstvoorwerpen toen nog heette ; vanaf 1916 in een atelier van hem zelf, op de Zuidblaak en kort daarna in de Wijnstraat. Begin jaren twintig maakte hij reizen naar Duitsland en Oostenrijk en bezocht hij de musea van onder andere Dresden, München en Wenen. Kort daarop maakte hij zijn eerste sculpturen.
In 1924 en '26 heeft hij als genodigde drie keer met De Branding geëxposeerd.
Vanaf de jaren dertig kreeg het schilderen meer de overhand op het beeldhouwen: onderwerpen werden ontleend aan het Rotterdamse stads- en havenleven. In 1933 verbleef hij in Vrouwenpolder in Zeeland en ontmoette hij Charley Toorop. Nieuwe onderwerpen werden: de zee, boeren, paarden en koeien. Chabot sloot zich aan bij de kunstenaarsgroep R 33 (opgeheven in 1940). In 1934 vestigde hij zich aan de Rotte in Bergschenhoek nabij Rotterdam. Het meeste werk bleef opgeslagen in de bergruimte van het atelier aan de Wijnstraat, waar zijn broer Wim bleef werken. Als Wim in 1936 z'n atelier naar de Wijnhaven verhuist, verhuist het opgeslagen werk van Henk mee. In 1937 werd De Voetballer onthuld, een groot beeld in beton (Feijenoordstadion). Hij kreeg een opdracht voor een schilderij in de kapiteinshut van de Nieuw Amsterdam van de Holland-Amerika Lijn: Chabot huurde hiervoor een ruimer atelier en schilderde een groot landschap.
Voor de oorlog exposeerde hij regelmatig bij Carel van Lier in diens Kunstzaal Van Lier in Amsterdam. De laatste jaren voor de oorlog en kort daarna was hij min of meer het boegbeeld van de Nederlandse beeldende kunst.
In 1943 maakte hij een reeks schilderijen met een donker palet, op het thema ‘vlucht’: hoogtepunt van de werken die betrekking hebben op de oorlog. In de jaren daarna wordt het palet in snel tempo lichter. Nieuwe thema’s onder meer: dubbele en afzonderlijke koppen (fysionomie van de lach) en in 1948 variaties op het motief ‘moeder met kind’.
Chabot overleed in 1949 in Rotterdam. Hij wordt gezien als een van de belangrijkste vertegenwoordigers van het expressionisme in Nederland. Zijn bekendste werk is waarschijnlijk De brand van Rotterdam.
In 1965 heeft het Anjerfonds de Hendrik Chabot Prijs ingesteld, een driejaarlijkse prijs voor kunstenaars die wonen of werken in de regio Rotterdam of met die stad een band hebben. Deze prijs van tienduizend euro wordt door het Chabot Museum uitgereikt.

## Periodisering landschappen
- 1926-30: De eerste landschappen dateren van na Chabots strakke, wel als kubistisch betitelde periode in de jaren 1924-'25. Ze ontstaan gelijktijdig met de gladde, sensuele sculpturen en schilderijen uit deze tijd, maar lijken daar door hun forse opzet toch van te verschillen. Overigens valt alleen uit de achtergrond van het schilderij Huiswaarts kerende boeren uit 1926 een indruk van deze landschappen vormen. Vermoedelijk zijn de werken die bekend zijn van de reproducties vernietigd bij het bombardement van Rotterdam.
- 1931-32: Uit deze jaren zij twee winterlandschappen in een grove, schetsmatige trant bewaard gebleven, maar tevens een subtiel tekenachtig werk, Honingerdijk, in krijt en zeer dun opgebrachte temperaverf, dat wel de techniek en de vlekkerige, ronde vormen betreft aansluit bij figuurstukken uit dezelfde periode.
- 1933-34: Het verblijf in Zeeland brengt een ingrijpende verandering in werkwijze met zich mee. In de landschappen, overwegend zeeën trouwens, worden de grillige patronen van de voorgaande jaren gecombineerd met een extreem pasteuze schildertechniek, waardoor een uniek soort materieschilderkunst ontstaat. Aardekleuren, ultramarijn, schuimend wit.
- 1935-37: Chabot werkt nu aan de Rotte. De eerste schilderijen van tuinders ontstaan. Opnieuw een transformatie in het werk. De vormen verstrakken, de verf wordt karig en betrekkelijk egaal aangewend, het palet verschraalt tot zwart- en grijstonen, geel en geelgroen. Polders. Voor het eerst verschijnt de hoekige structuur die typerend blijft voor het hele vervolg. De horizon snijdt als een mes door het landschap. Harde winters, de barste en grimmigste van Chabots hand. Daarnaast zomers, het grote landschap, in opdracht geschilderd voor het schip de Nieuw Amsterdam (Holland Amerika Lijn), waarin een warm geel overheerst en de wolkenketens een zelfstandig landschap vormen.
- 1938: De kleuren worden rijker, de toets zwaarder. De zomers vertonen een scala van gelen, rozes en blauwen. De gedaanten van de wolken worden gecompliceerd en spookachtig, de lucht verdubbelt zich tot twee verdiepingen, een tapijt van in elkaar grijpende figuren. Het wit wordt weer belangrijk. Bovendien een serie zeeën in kleiner formaat.
- 1939-40: Kouder licht – zwavelgeel, wit – dringt op; tekenachtiger, definiërende manier.
- 1940-41: Twee zomers met grote menierode luchten.
- 1942-43: De kleur verduistert maar handhaaft zich in een sobere tonaliteit van donkerblond, oker, groen en ossenbloed. De luchten, geheel door wolken bezet, concentreren zich in compacte formaties die uitgehouwen of gesabeld aandoen. De op het Brabantse landschap geïnspireerde zomers en herfsten tonen een ongelijker terrein dan gewoonlijk in de landschappen. Het ruige verfoppervlak lijkt op oud leer. In 1943 ontstaan magistrale winter, zeer vuil van kleur. Dit is het jaar van de vluchtelingen.
- 1944-45: De inundaties. De kleur licht op, van nu af zal dit telkens weer en steeds intenser gebeuren. Rozeroden in het grote landschap uit 1945.
- 1946-47: Maanlandschappen. De nacht als fond en kader van het licht. In 1946 een radicale facettering van de verfspiegel: wat acht jaar eerder gebeurde in het patroon van het schilderij, vindt nu plaats in het reliëf.
- 1948-49: De lentes, lichter dan ooit, fluorescerend, rood, wit. Vereenvoudigde structuur, vlijmend hoekig, tot aan houtsnede-effecten in de winters. De nacht verdwijnt achter een rag van licht, een glacis van onverdunde verf die het doek maar nauwelijks heeft geraakt. De illusie compleet.

## Fotogalerij schilderijen en beelden

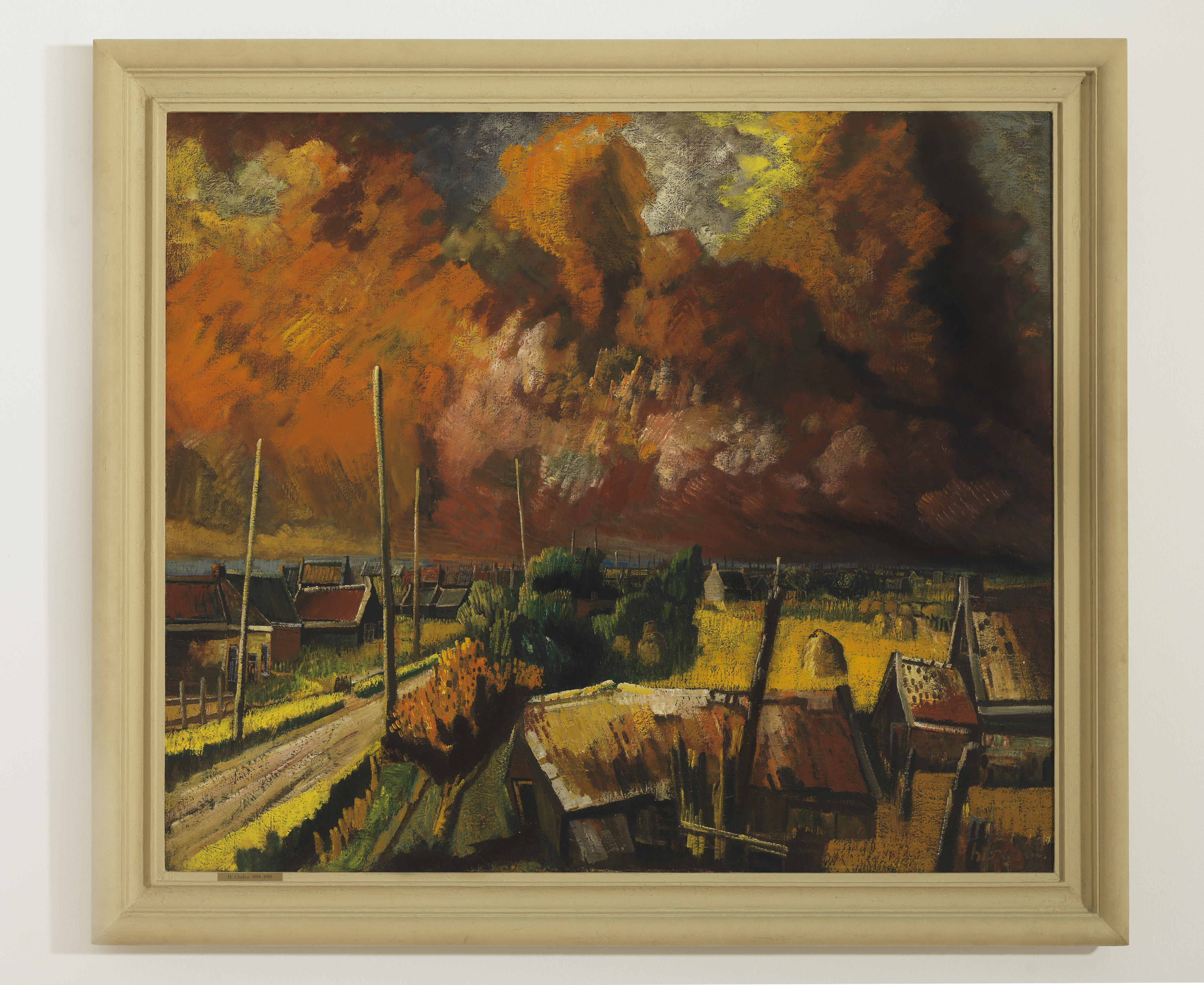
Henk Chabot - Brand van Rotterdam 1940 - Chabot Museum
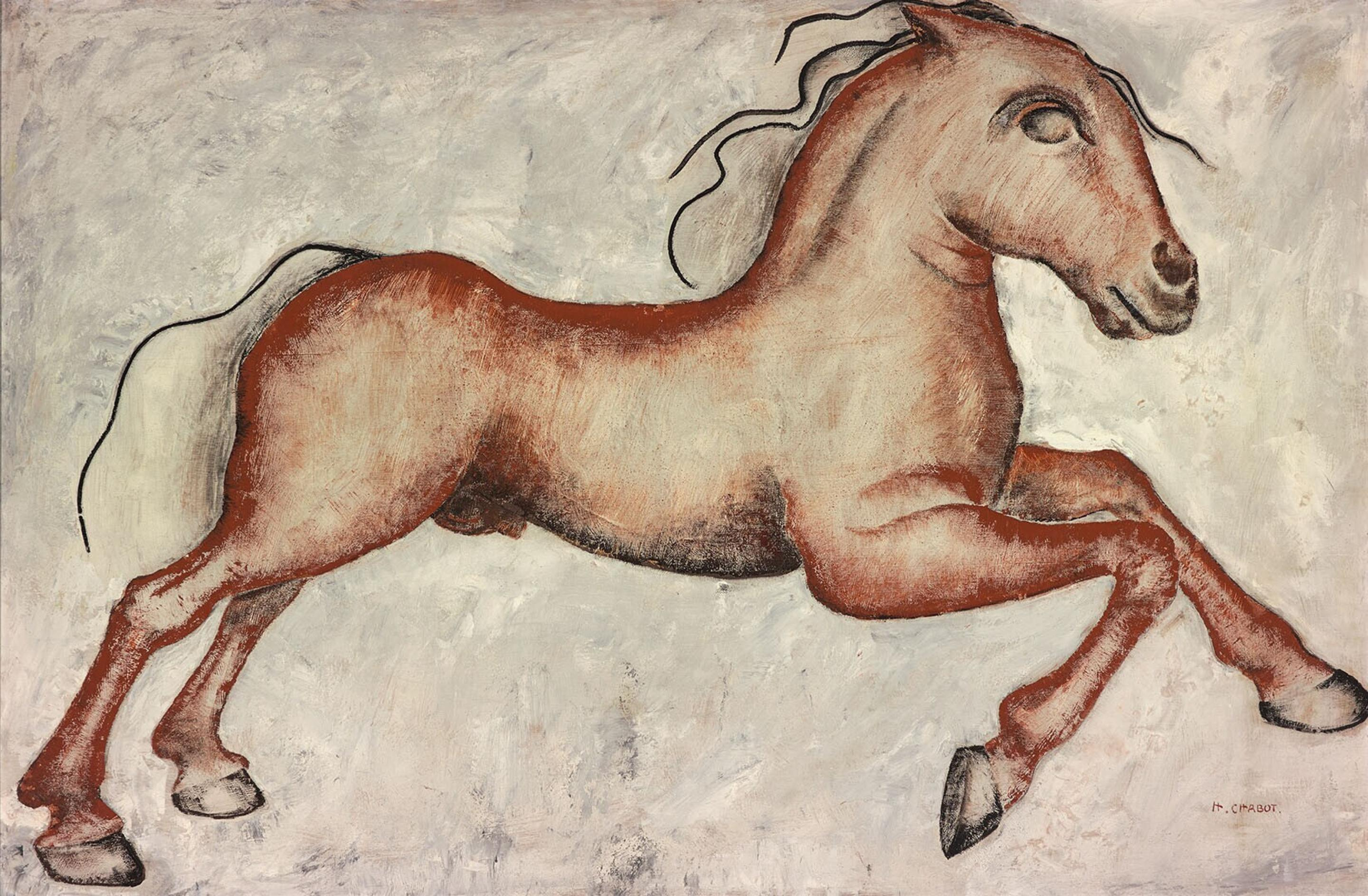
Henk Chabot - Springend paard - Museum Boijmans van Beuningen
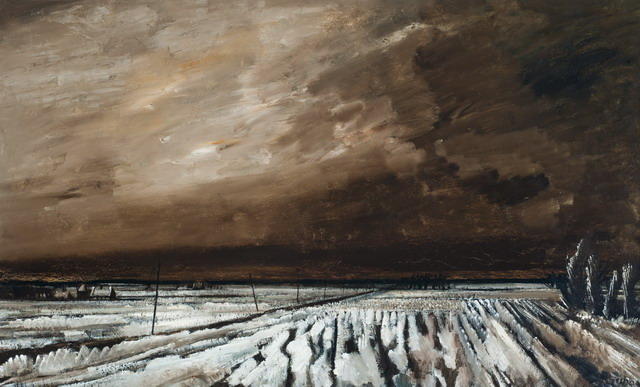
Henk Chabot - Winterlandschap - Museum de Fundatie
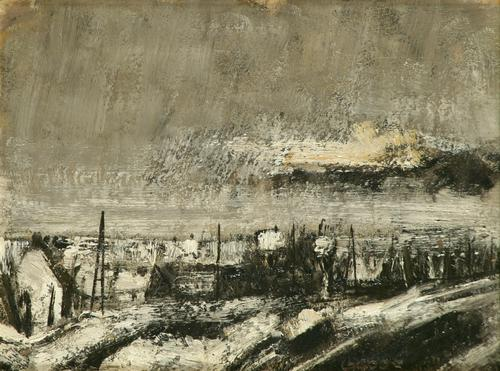
Henk Chabot - Huizen in de sneeuw- Museum de Wieger
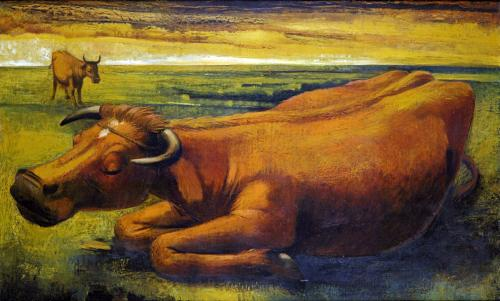
Henk Chabot - Liggende koe - Museum de Wieger
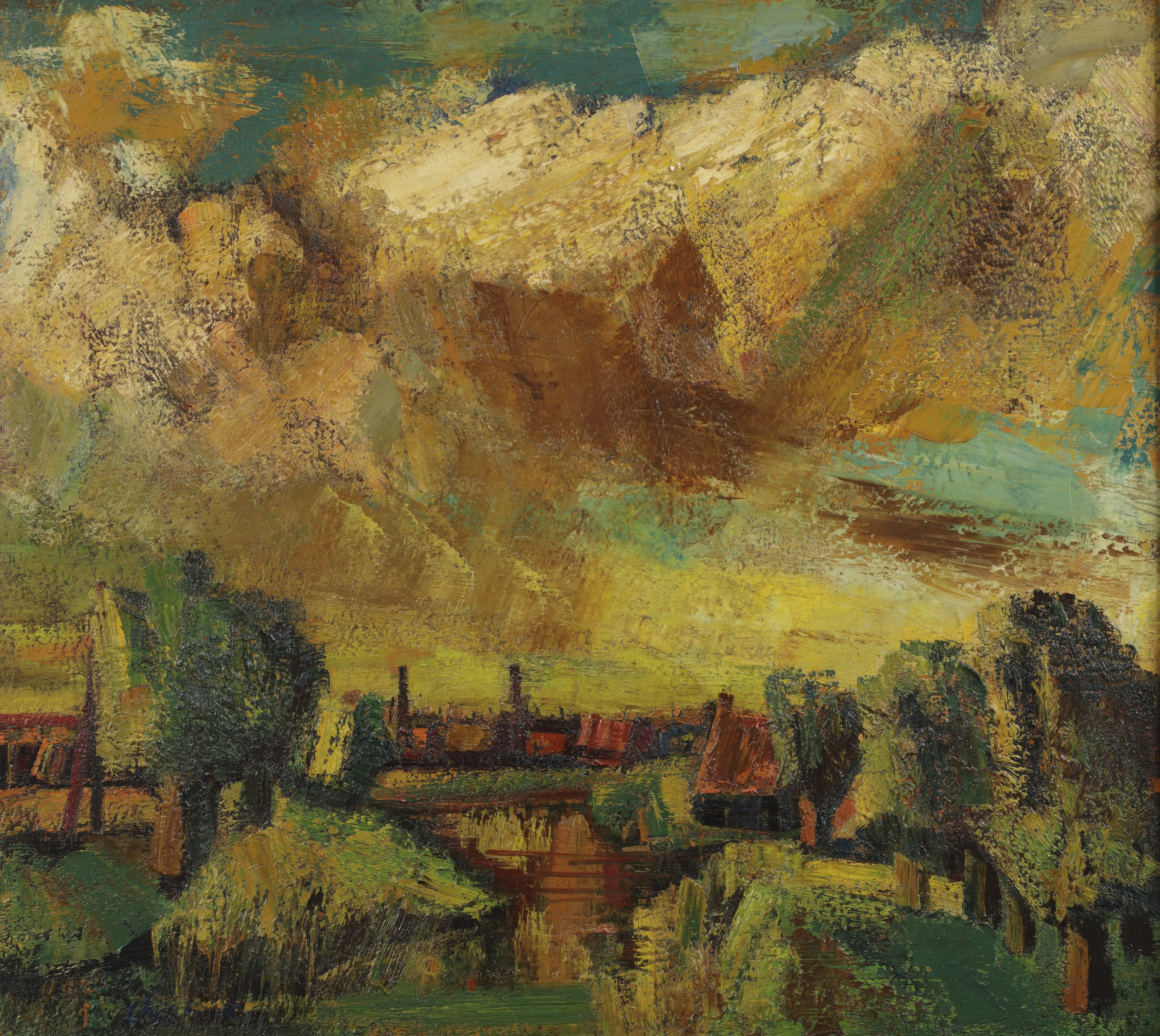
Henk Chabot- Bergschenhoek
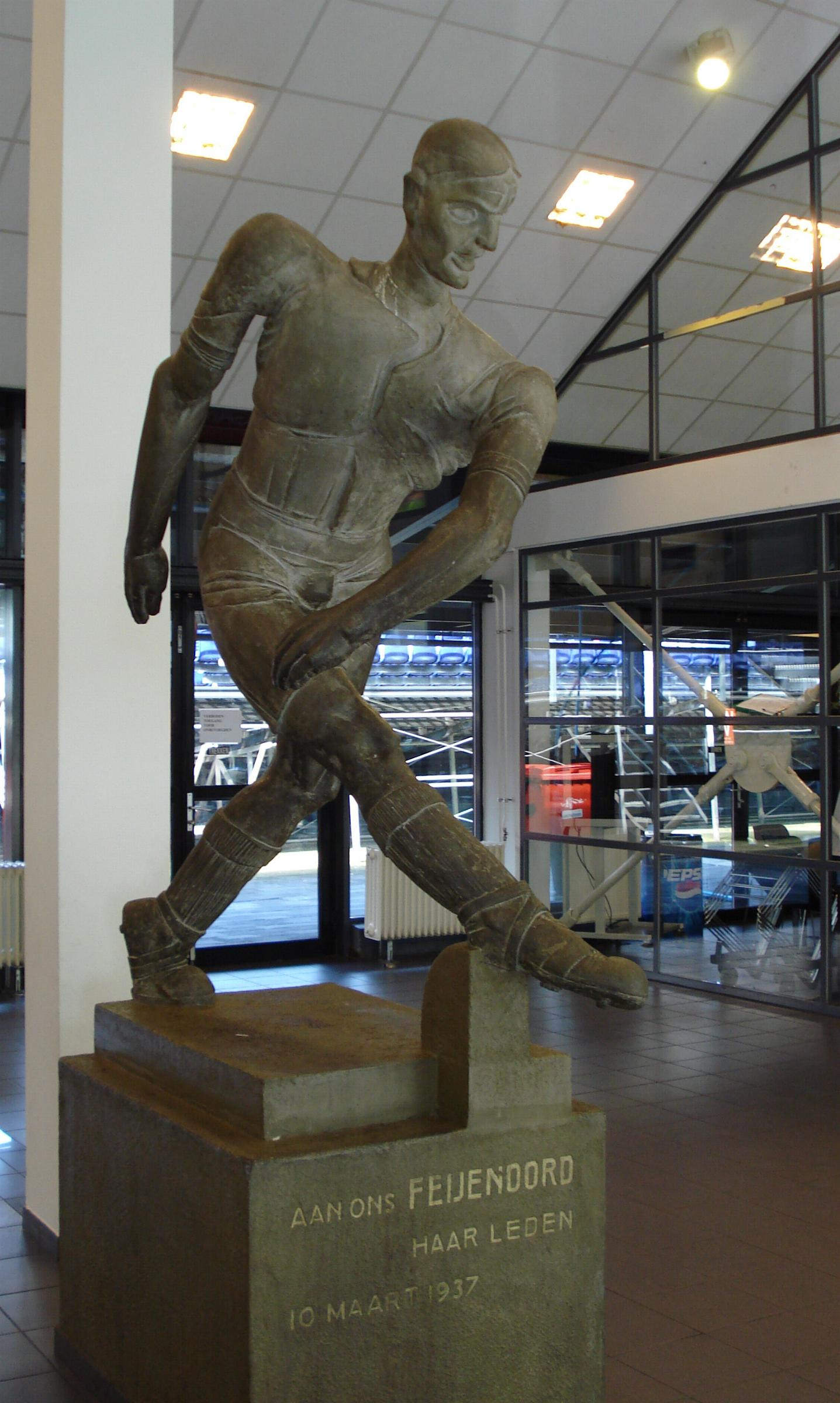
Henk Chabot, De voetballer (1937), Feyenoordstadion, Rotterdam
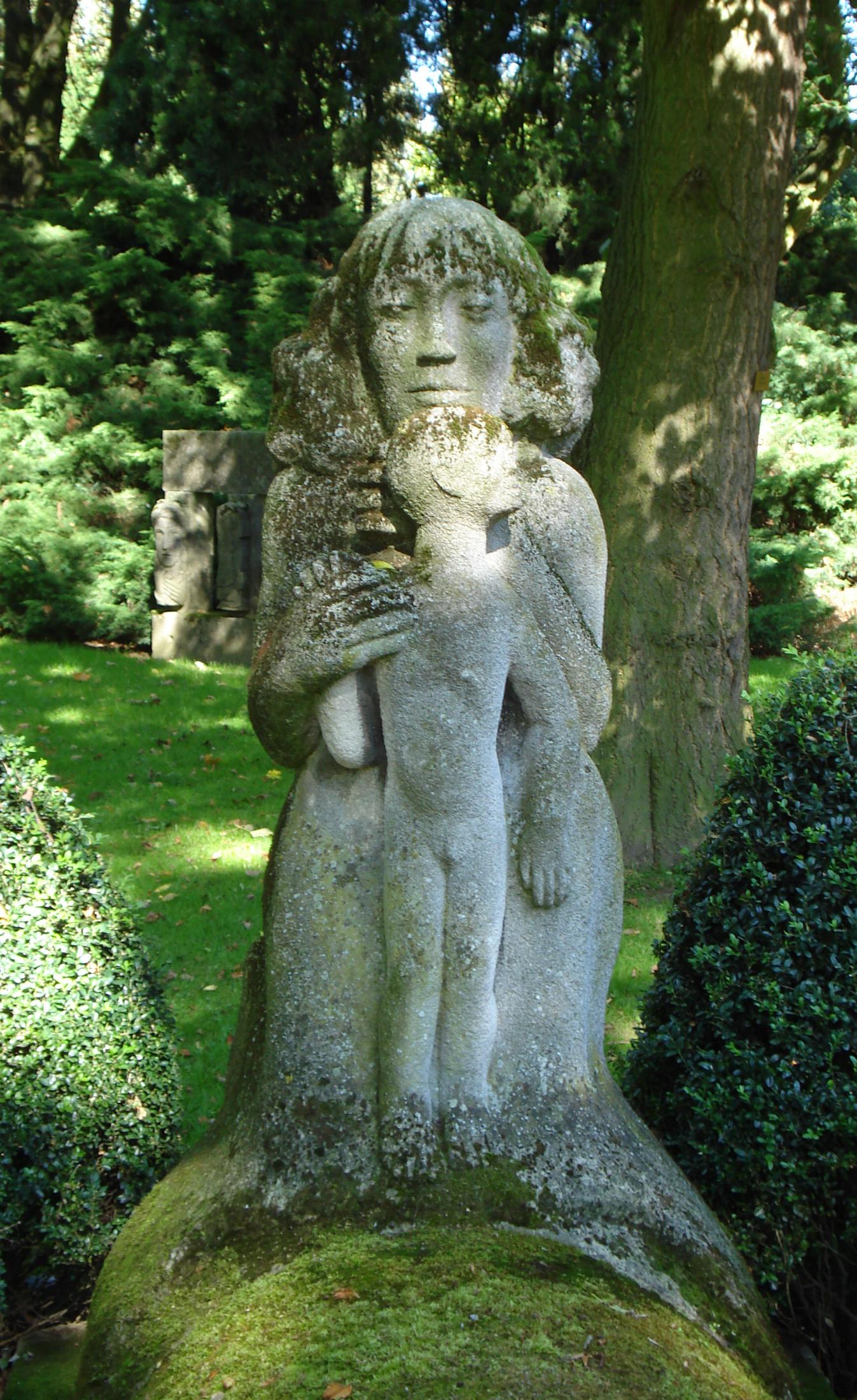
Moeder en kind (1928), Algemene Begraafplaats Crooswijk, Rotterdam
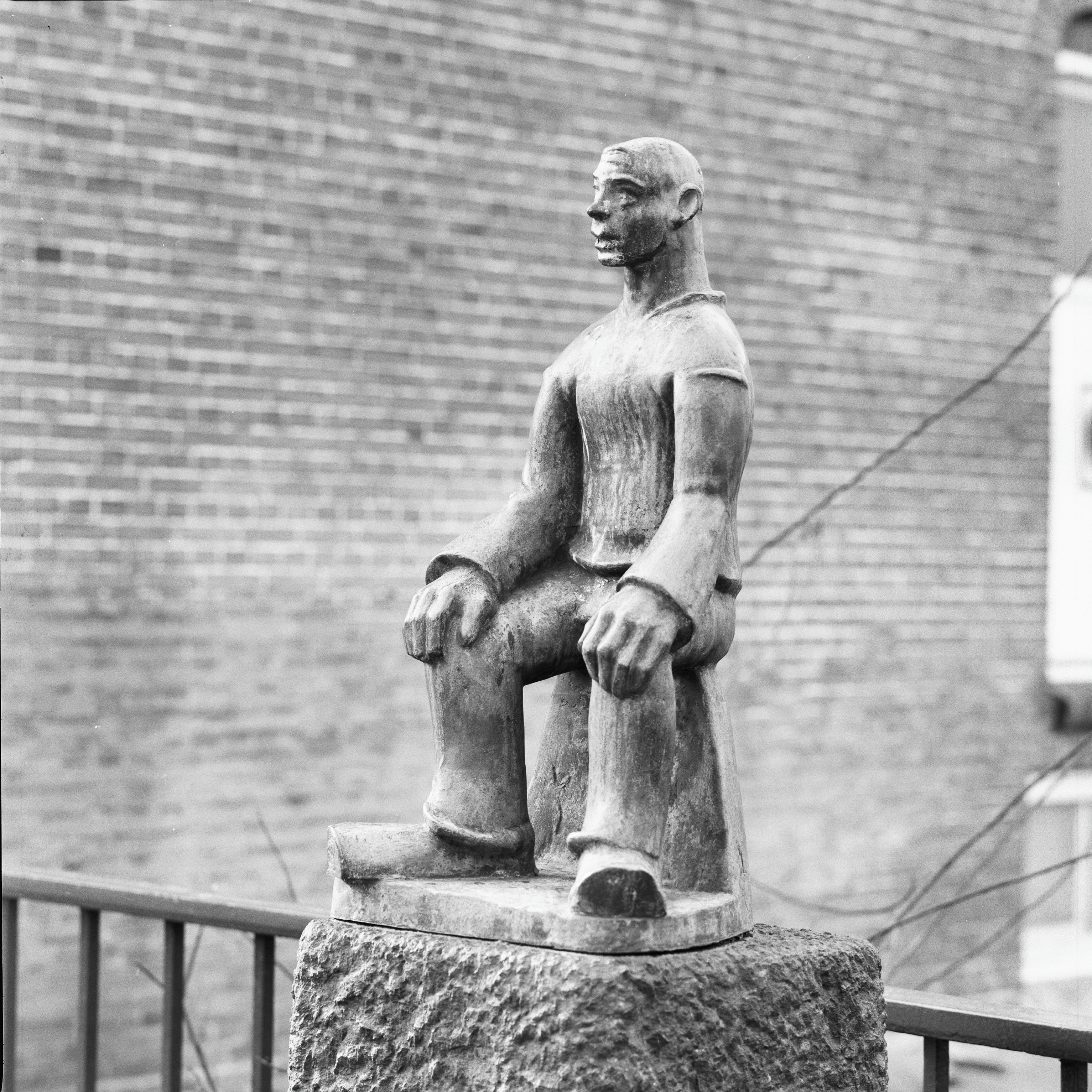
Zittend boertje (ca. 1936), Almelo
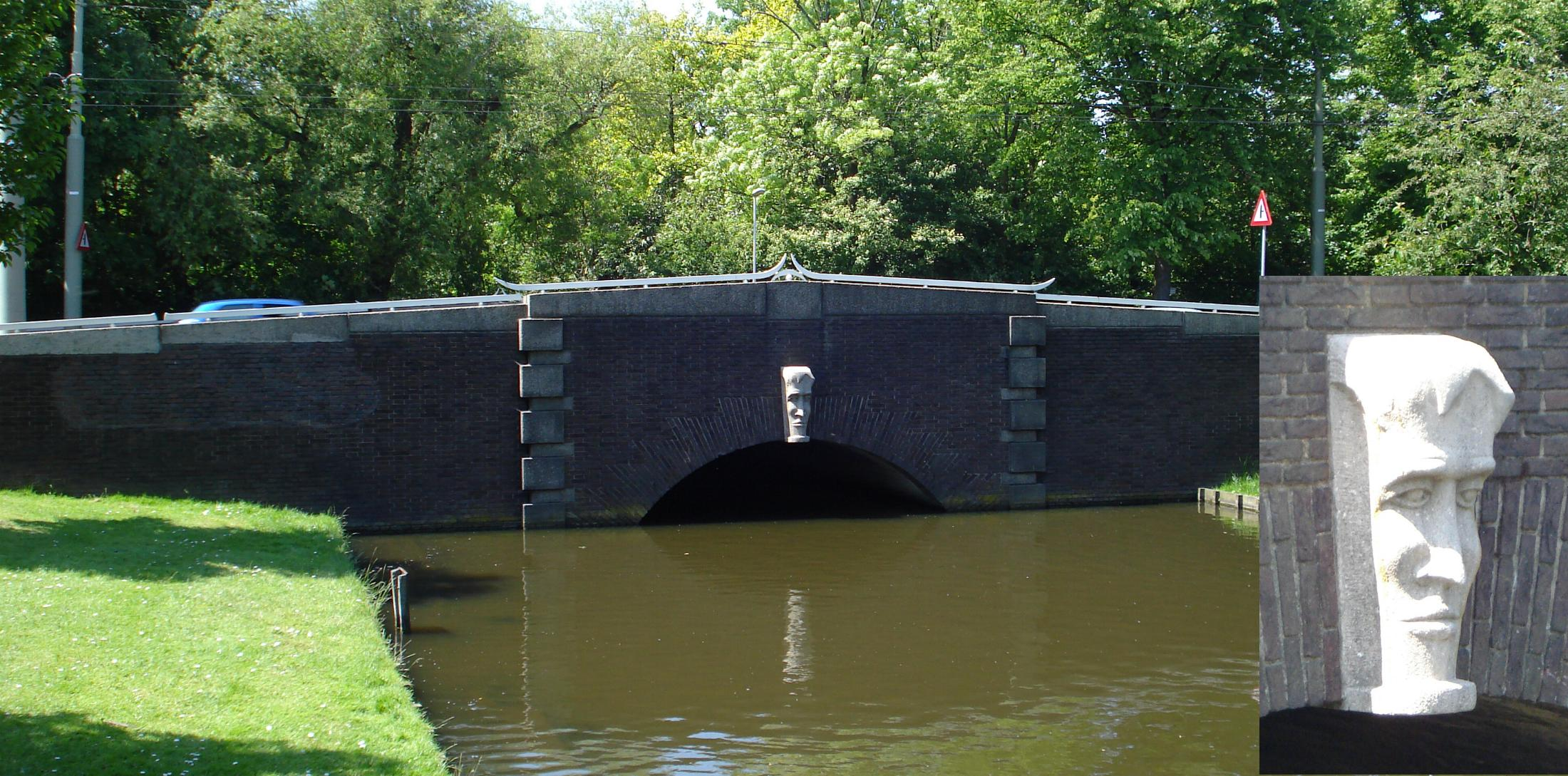
Van Aerssenbrug, (ca. 1925), Rotterdam

## Publieke collecties
Werken van Hendrik Chabot zijn in de openbare collecties van:
- Museum de Fundatie, Zwolle
- Groninger Museum, Groningen
- Museum Boijmans Van Beuningen, Rotterdam
- Chabot Museum, Rotterdam
- Van Abbemuseum, Eindhoven
- Kunstmuseum Den Haag
- Stedelijk Museum Amsterdam
- De Wieger, Deurne

## Chabotprijs
Door het Prins Bernhard Cultuurfonds werd in 1965 de driejaarlijkse Chabotprijs ingesteld voor kunstenaars uit Rotterdam en omgeving. De prijs wordt toegekend door het Chabot Museum.